# Đảng Dân chủ Tự do (Đức)

Logo 2013-2014

Đảng Dân chủ Tự do (tiếng Đức: Freie Demokratische Partei), viết tắt: FDP, là một đảng phái chính trị trung hữu ở Đức. Lãnh đạo đảng hiện nay là ông Philipp Rösler (thay Guido Westerwelle từ 6 tháng 4 2011), đảng này là một đối tác đối với liên minh CDU/CSU (Liên minh Dân chủ Cơ đốc Đức và Liên minh Xã hội Cơ đốc Bayern) trong chính phủ liên bang Đức. FDP là đảng lớn thứ 3 trong Bundestag với 93 thành viên.
Đảng này được thành lập năm 1948 bởi những thành viên của hai đảng tự do tồn tại ở Đức trước Chiến tranh thế giới thứ hai, Đảng Dân chủ Đức và Đảng Nhân dân Đức. Từ đó, FDP đã tồn tại trong chính phủ liên bang Đức lâu hơn bất cứ đảng nào, với tư cách là đối tác với liên minh CDU/CSU (1949–56, 1961–66, 1982–98, và từ 2009) hay với Đảng Dân chủ Xã hội (1969–82).
FDP ủng hộ mạnh mẽ nhân quyền, quyền tự do công dân và quốc tế hóa, nhưng đã chuyển đổi từ khuynh hướng ôn hòa sang trung hữu qua thời gian. Từ thập niên 1980, đảng này đã thúc đẩy tư tưởng về tự do kinh tế, thị trường tự do và tư nhân hóa. Đảng này là thành viên của Quốc tế Tự do, Đảng Dân chủ Tự do và Cải cách châu Âu.

## Bầu cử Quốc hội Đức 2013
Trong cuộc bầu cử Quốc hội vào ngày 22.09.2013, đảng FDP chỉ đạt được 4,8% (năm 2009:14,6%) và như vậy họ sẽ mất tất cả các ghế trong Bundestag (Quốc hội) Đức.

## Liên kết
- Official website